# Moarte celulară

Privire de ansamblu asupra căilor de transducție a semnalului, implicate în apoptoză.

Moartea celulară este evenimentul dintr-o celulă biologică prin care încetează să fie îndeplinite funcțiile ei. Acest lucru poate fi rezultatul procesului natural de  moarte a celulelor bătrâne și de înlocuire a lor cu altele noi, sau poate rezulta din factori cum ar fi boala, leziunea localizată, sau moartea organismului din care celulele fac parte. Tipurile de moarte celulară includ:
Moartea celulară programată (sau MCP) este moartea celulară mediată de un program intracelular. MCP este efectuată printr-un  proces reglementat care, de obicei conferă un avantaj în timpul ciclului de viață al unui organism. De exemplu, diferențierea degetelor mâinii și degetelor de la picioare într-un embrion uman în dezvoltare, apare deoarece celulele dintre degete trec prin apoptoză; rezultatul este că degetele sunt separate. MCP servește funcțiilor fundamentale în timpul dezvoltării țesuturilor, atât la plante cât și la metazoa (animale multicelulare).
Apoptoza sau tipul I de moarte celulară și autofagie sau de tipul II de moarte celulară sunt ambele, forme de moarte celulară programată, în timp ce necroza, este un proces nefiziologic care apare ca urmare a unor infecții sau leziuni. Necroza este moartea celulelor cauzată de factori externi, cum ar fi un traumatism sau infecția și apare în mai multe forme diferite. Recent, o formă de necroză programată, numită necroptoză, a fost recunoscută ca o altă formă de moarte celulară programată. S-a emis ipoteza că necroptoza poate servi ca moarte celulară de rezervă pentru apoptoză, când semnalizarea apoptozei  este blocată de factori endogeni sau exogeni, cum ar fi virușii sau mutațiile.
Catastrofa mitotică este un mod de moarte celulară, care se datorează intrării premature sau nepotrivite a celulelor în mitoză. Acesta este modul cel mai obișnuit de moarte celulară, în celulele canceroase expuse la radiații ionizante și la multe alte tratamente anticanceroase.
Autofagie este citoplasmatică, caracterizată prin formarea de mari vacuole care fagocitează organite într-o secvență specifică înainte de distrugerea nucleului.
Apoptoza este un proces de moarte celulară programată (MCP), care poate să apară în organisme multicelulare. Evenimente biochimice  duc la modificări celulare caracteristice  (morfologice) și moarte. Aceste modificări includ protruzii ale membranei celulare,  ratatinarea celulară, fragmentarea nucleară , condensarea cromatinei, și fragmentarea ADN-ului cromozomial. Se crede acum că – într-un context de dezvoltare - celulele sunt induse pozitiv să se sinucidă, în timp ce sunt într-un context homeostatic; absența anumitor factori de supraviețuire poate oferi un impuls de sinucidere. Se pare că există o variație în morfologia și într-adevăr, biochimia acestor căi de sinucidere; unele urmează calea "apoptozei", altele urmează o cale mult mai generalizată de eliminare, dar ambele fiind, de obicei, genetic și sintetic motivate. Există unele dovezi că anumite simptome ale "apoptozei", cum ar fi activarea endonucleazei,  pot fi fals induse, fără a angaja o cascadă genetică, cu toate acestea, probabil adevărata apoptoză și moartea celulară programată trebuie să fie mediate genetic. Devine de asemenea clar că mitoza și apoptoza sunt inverse, sau legate într-un fel și că echilibrul atins depinde de semnalele primite de la factori de creștere sau de supraviețuire.
Macroautofagia, adesea menționată ca autofagie, este un proces catabolic care duce la degradarea autofagozom-lizozomală  a unei porțiuni din conținutul citoplasmatic, a agregatelor proteice anormale și a excesului  sau organitelor degradate. Autofagie este activată în general, în condiții de privare de nutrienți,  dar a fost, de asemenea, asociată cu procese fiziologice precum și patologice, cum ar fi dezvoltarea, diferențierea, bolile neurodegenerative , stresul, infecțiile și cancerul.
Alte căi de moarte celulară programată au fost descoperite.
Numite "moarte celulară non-apoptotică" (sau "moarte celulară caspaz independentă" sau "necroptoză"), aceste căi alternative către moarte, sunt la fel de eficiente ca și apoptoza și pot funcționa fie ca mecanisme de rezervă sau ca tip principal de MCP.
Alte forme de moarte celulară programată includ anoikoza, aproape identică cu apoptoza, cu excepția inducție sale; cornificarea, o formă de moarte celulară exclusivă pentru ochi; excitotoxicitatea; feroptoza, o formă de moarte celulară dependentă de fier și degenerescența walleriană.
Celulele vegetale sunt supuse unor procese de MCP similare cu moartea celulară prin autofagie. Cu toate acestea, unele caracteristici comune ale MCP sunt foarte bine conservate atât la plante cât și la metazoa.
Moartea celulară indusă prin activare (MCIA) este o moarte celulară programată, cauzată de interacțiunea dintre receptorul Fas (Fas, CD95) și ligandul Fas (FasL, ligandul CD95). Apare ca un rezultat al stimulării repetate, a unor receptori specifici ai celulelor T (RCT) și ajută la menținerea toleranței imune periferice. Astfel, o alterare a procesului poate conduce la boli autoimune. Cu alte cuvinte MCIA este reglarea negativă a limfocitelor T activate.
Moartea celulară ischemică, sau oncoza, este o formă întâmplătoare, sau pasivă de moarte celulară, care este de multe ori considerată o leziune mortală. Procesul este caracterizat de tumefacția mitocondriilor , vacuolizarea citoplasmei, și umflarea nucleului și a citoplasmei.
Moartea celulară imunogenă sau apoptoza imunogenă este o formă de moarte celulară cauzată de unii agenți citostatici, cum ar fi antraciclinele, oxaliplatinul și bortezomibul, sau radioterapia și terapia fotodinamică (PDT).
Termenul de "necrobiologia celulei" a fost utilizat pentru a descrie procesele din timpul vieții,  asociate cu modificările morfologice, biochimice și  moleculare care predispun, preced și însoțesc moartea celulelor, precum și consecințele și răspunsul țesutului la moartea celulelor. Cuvântul este derivat din greacă, νεκρό care înseamnă "moarte", ßìo ce înseamnă "viață" și λόγος ce înseamnă "studiu al". Termenul a fost inițial inventat pentru a defini în linii mari studiul schimbărilor care însoțesc moartea celulelor, detectate și măsurate de multipli parametri prin citometrie în flux, și citometrie cu scanare laser. Acesta a fost folosit pentru a descrie schimbările în timp real pe parcursul morții celulare, detectate prin citometrie în flux.